# Cyclotrichium
Cyclotrichium és un gènere de plantes perennes d'angiospermes que pertany a la família de les lamiàcies.

## Espècies seleccionades
| - Cyclotrichium depauperatum - Cyclotrichium floridum - Cyclotrichium glabrescens - Cyclotrichium haussknechtii - Cyclotrichium leucotrichum | - Cyclotrichium longifiorum - Cyclotrichium niveum - Cyclotrichium origanifolium - Cyclotrichium stamineum - Cyclotrichium straussii |